# Erymidae
Famille
Les Erymidae constituent une famille éteinte de crustacés décapodes. Le genre s'étend sur 100 millions d’années du Trias jusqu’au Crétacé inférieur (Hauterivien).

## Systématique
La famille des Erymidae a été décrite par le naturaliste belge Victor van Straelen en 1923.

### Taxinomie
Onze genres sont reconnus ;
- Clytiella Glaessner, 1931 — 1 espèce
- Clytiopsis Bill, 1914 — 3 espèces
- Enoploclytia M’Coy, 1849 — 20  espèces
- Eryma Von Meyer, 1840 — 44 espèces
- Galicia Garassino & Krobicki, 2002 — 3 espèces
- Lissocardia Von Meyer, 1851 — 3 espèces
- Palaeastacus Bell, 1850 — 24 espèces
- Paraclytiopsis Oravec, 1962 — 1 espèce
- Protoclytiopsis Birshtein, 1958 —  1 espèce
- Pustulina Quenstedt, 1857 — 12 espèces
- Stenodactylina Beurlen, 1928 — 1 espèce